# Miss Universo 1980
Miss Universo 1980 foi a 29.ª edição do concurso Miss Universo, realizada em 8 de julho de 1980 no Centro Cultural de Artes Sejong, em Seul, na Coreia do Sul. Candidatas de 69 países e territórios competiram pelo título. No final do evento, a Miss Universo 1979, Maritza Sayalero, da Venezuela, coroou a estadunidense Shawn Weatherly como sua sucessora.
Antes do evento propriamente dito, um grupo de candidatas das Américas, viajou para a Colômbia com a função de arrecadar fundos para diversos projetos sociais. De Bogotá, o grupo viajou para Los Angeles e de lá partiram para Seul
A principal intenção dos organizadores com o concurso, o terceiro realizado na Ásia, era mostrar ao mundo que poderiam organizar e realizar grandes eventos de importância internacional, já que a cidade era candidata aos  Jogos Asiáticos de 1986 e aos Jogos Olímpicos de Verão de 1988.
A repercussão positiva e o sucesso organizacional desta edição foram comprovadas quatro meses depois, quando Seul foi aclamada pelo Conselho Olímpico da Ásia, a sede dos Jogos Asiáticos de 1986 e no ano seguinte quando o Comitê Olímpico Internacional elegeu a cidade para sediar os Jogos Olímpicos de Verão de 1988.

## Evento
A Coreia do Sul investiu cerca de US$ 3 milhões na produção do evento, uma grande fortuna na época. O palco era gigantesco e tinha um aspecto exuberante, mostrando vários aspectos da cultura coreana nele. Era uma época em que o concurso vivia seus grandes dias, com altos índices de audiência pela televisão, patrocínios milionários e grande interesse da imprensa internacional.
As três semanas das preliminares começaram com um grande parada de todas as candidatas pelas ruas de Seul,que se apresentaram em cima de carros alegóricos floridos,fato que levou um milhão de habitantes da cidades às ruas para saudá-las. Um dos mais entusiasmados participantes do desfile foi o embaixador da Colômbia na Coreia, Virgilio Olano, que, entusiasmado com a beleza de sua compatriota Miss Colômbia, Maria Patricia Arbelaez, dirigiu seu Mercedes-Benz oficial por toda a parada na frente do carro alegórico que trazia a candidata colombiana.
Uma das principais favoritas do público e da imprensa  desde o início era a Miss Nova Zelândia Delyze Nottle, que ganhou o prêmio de Melhor Fotogenia, além de se tornar depois uma das cinco finalistas. Além dela, a Miss Austrália, Katrina Redina, também era muito popular, principalmente depois de desfilar de biquíni durante a parada, mas perdeu este prêmio para Nottle por apenas um voto dos fotógrafos. A Miss EUA, Shawn Weatherly, tinha um grupo muito especial de torcedoras durante a noite final; 29 candidatas do Miss USA 1980, vencido por ela meses antes, foram convidadas a ir a Seul pelo governo coreano e fizeram um grande barulho no auditório torcendo pela norte-americana.
Na época, a Coreia do Sul era uma ditadura militar, mas mesmo assim se posicionava abertamente contra o Apartheid, negando vistos de entrada no país para as misses da África do Sul, da Namíbia que era um território sul-africano na época, e dos dois bantustões de Transkei e Bophuthatswana, todos países africanos racistas governados por minorias brancas. Ironicamente, Margaret Gardiner, a Miss Universo 1978 que é uma sul-africana branca, foi convidada a participar do júri, que entre outros, também foi composto pelos atores Richard Roundtree, o astro de Shaft, George Maharis e a dona da Ford Models, Eillen Ford.
A final teve início às 8h em Seul, para que a transmissão ao vivo ocupasse o horário nobre da televisão nos Estados Unidos, ainda na noite anterior. Depois dos desfiles em maiô, as doze semifinalistas foram as misses EUA, Suécia, Taití, Nova Zelândia, Escócia, Canadá, Islândia, Porto Rico, Filipinas, Irlanda, Colômbia e a anfitriã Coreia. A eliminação da Austrália, favorita junto com os EUA e a Nova Zelândia, causou surpresa entre o público. Após o desfile final nos vestidos de gala, as cinco finalistas foram anunciadas: EUA, Nova Zelândia, Filipinas, Escócia e uma surpreendente Miss Suécia.
Shawn, que teve as mais altas notas em todas as etapas do concurso - a única a receber uma nota superior a oito no desfile em trajes de banho -  assim como havia sido no Miss USA, foi coroada como a quinta Miss Universo americana, treze anos após a última conquista do seu país, em 1967 com Sylvia Hitchcock, e a primeira fora de solo norte-americano. Ela foi coroada  pela venezuelana Maritza Sayalero, Miss Universo 1979, que era a companheira de moradia em Nova York, onde, por contrato, moravam a Miss EUA e a Miss Universo durante o ano de reinado.
Ironicamente, a Miss Universo eleita, que em entrevista posterior à coroação fez questão de dizer que o "seu trabalho não era apenas exibir o corpo" e que pretendia após o reinado tornar-se uma comentarista esportiva, acabaria conquistando fama internacional anos mais tarde como atriz, no papel da salva-vidas Jill Riley do seriado SOS Malibu, onde exibia sempre o corpo no famoso decotado e cavado maiô vermelho.
Duas participantes desta edição teriam um destino trágico uma e doloroso a outra: a Miss Venezuela, Maye Brandt, que não se classificou entre as semifinalistas, cometeu suicídio em 1982, aos 21 anos de idade. Em 2006, a Miss Filipinas, Maria do Rosario Silayan, que ficou em 4° lugar, uma das mais elegantes participantes já enviadas por seu país ao concurso, morreu de câncer de colo do útero, após longo tempo de luta contra a enfermidade.

## Resultados

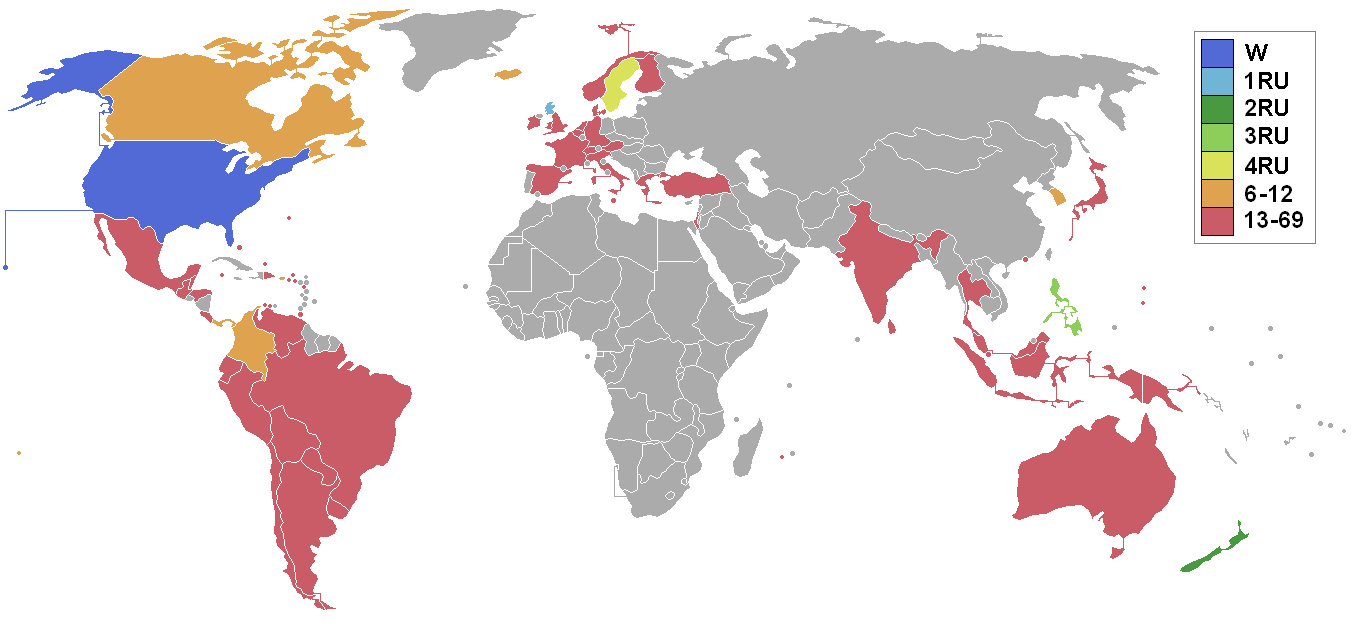
Mapa mostrando os países e territórios que participaram do Miss Universo 1980 e suas colocações finais.

| Colocação          | Candidata |
| ------------------ | --- |
| Miss Universo 1980 | - Estados Unidos — Shawn Weatherly |
| 2.ª colocada       | - Escócia — Linda Gallagher |
| 3.ª colocada       | - Nova Zelândia — Delyse Nottle |
| 4.ª colocada       | - Filipinas — Maria Rosario Rivera |
| 5.ª colocada       | - Suécia — Eva Brigitta Andersson |
| Top 12             | - Canadá — Teresa McKay - Colômbia — María Patricia Arbelaez - Coreia do Sul — Kim Eun-jung - Islândia — Guobjörg Sigurdardóttir - Panamá — Gloria Karamañites - Porto Rico — Agnes Correa - Polinésia Francesa— Thilda Fuller |

### Prêmios especiais

#### Miss Simpatia
- Vencedora:  Ilhas Caimã — Dealia Devon.

#### Miss Fotogenia
- Vencedora:  Nova Zelândia — Diana Nottle.

#### Melhor Traje Típico
- Vencedora:  Índia — Sangeeta Bijlani.

## Candidatas
Em negrito, a candidata eleita Miss Universo 1980. Em itálico, as semifinalistas.
| - Alemanha - Kathrin Glotzl - Argentina - Silvia Piedrabuena - Aruba - Magaly Maduro - Austrália - Katrina Redina - Áustria - Isabel Muller - Bahamas - Darlene Davies - Bélgica - Brigitte Billen - Belize - Ellen Clarke - Bermudas - Jill Murphy - Bolívia - Carmen Parada - Brasil - Eveline Schroeter - Canadá - Teresa "Terry" McKay (SF) - Chile - Maria Gabriela Puelma - Singapura - Ann Chua Ai Choo - Colômbia - Maria Patricia Pelaez (SF) - Coreia do Sul - Eun-jung Kim (SF) - Costa Rica - Barbara Bonilla Herrero - Curaçao - Hassana Hamoud - Dinamarca - Jane Bill - Equador - Leslie Machala - Escócia - Linda Gallagher (2°) - Espanha - Yolanda Vega - Estados Unidos - Shawn Weatherly (1°) - Filipinas - Maria Rosario Silayan (4°) - Finlândia - Sirpa Viljamaa - França - Brigitte Choquet (2° TT) - Grécia - Roula Kanellapoulou - Guadalupe - Elydie de Gage - Guam - Dina Aportadera - Guatemala - Lizabeth Noack - Honduras - Rosario Velasquez - Hong Kong - Wanda Yuet-Ngor - Ilhas Caimã - Dealia Walter (MS) - Ilhas Virgens Americanas - Deborah Mardenborough | - Ilhas Virgens Britânicas - Barbara Stevens - Índia - Sangeeta Bijlani (TT) - Indonésia - Andi Basoarnier - Inglaterra - Julie Duckworth - Irlanda - Maura McMenamim - Islândia - Gudbjörg Sigurdardóttir (SF) - Israel - Ilana Shoshan - Itália - Loredana dal Santo - Japão - Hisae Hiyama (3° TT) - Malásia - Felicia Yong Lee Lim - Malta - Isabelle Zammit - Marianas Setentrionais - Angelina Chong - México - Ana Patricia Romero - Noruega - Maiken Nielsen - Nova Zelândia - Delyze Nottle (3°, MF) - Países Baixos - Karin Gooyer - País de Gales - Kim Ashfield - Panamá - Gloria Davies (SF) - Papua-Nova Guiné - Mispah Alwyn - Paraguai - Martha Romanach - Peru - Marialice Figueroa - Polinésia Francesa - Thilda Fuller (SF) - Porto Rico - Agnes Correa (SF) - República Dominicana - Milagrosn Olalla - Reunião - Marie Hoareau - São Martinho - Lucie Davic - Sri Lanka - Hyacinth Kurukulasuriya - Suécia - Eva Brigitta Andersson (5°) - Suíça - Margrit Kilchoer - Tailândia - Artitaya Promkul - Trinidad e Tobago - Althea Rocke - Turcas e Caicos - Constance Lightbourne - Turquia - Heyecan Gokoglou - Uruguai - Beatriz Antuñez - Venezuela - Maria "Maye" Brandt |